# Fenestrulina reticularis
Fenestrulina reticularis is een mosdiertjessoort uit de familie van de Microporellidae. De wetenschappelijke naam van de soort is voor het eerst geldig gepubliceerd in 1991 door Liu & Hu.